# Ricorso per annullamento
Il ricorso per annullamento è un procedimento attraverso il quale il ricorrente (Stato membro, organo comunitario, o privato) può chiedere l'annullamento di un atto da parte di un'istituzione comunitaria. Esso è disciplinato dall'art. 263 TFUE, il quale stabilisce come la Corte possa esercitare controllo di legittimità su atti legislativi oppure su atti del Parlamento europeo, Consiglio europeo, Banca centrale europea (salvo se si tratta di raccomandazioni o pareri), Commissione, Consiglio, organi o organismi i quali producano effetti giuridici verso terzi.
La corte di giustizia dell'Unione europea può ricevere il ricorso per annullamento direttamente dalla Commissione, dal Consiglio, dagli Stati membri e, a partire dal Trattato di Maastricht, dal Parlamento europeo, dalla Corte dei conti europea e dalla BCE, e a partire dal Trattato di Lisbona, dal Comitato delle Regioni o anche da persone fisiche e giuridiche di diritto nazionale. Affinché la Corte di giustizia possa annullare un atto devono verificarsi 4 condizioni:
1. L'atto deve essere impugnabile: deve cioè essere contestabile, secondo la Corte di Giustizia è atto impugnabile qualunque atto produca effetti nei confronti di terzi.
2. Chi fa ricorso alla Corte di Giustizia deve avere diritto di agire: se il ricorrente è un'istituzione si può ricorrere direttamente davanti alla corte, se invece è un individuo (fisico o giuridico), deve dimostrare di fronte al Tribunale di Primo Grado che le sue motivazioni sono reali e tutelabili.
3. Nell'atto imputato deve necessariamente verificarsi un vizio di legittimità. I tipi di vizio di legittimità sono quattro:

- incompetenza: l’atto è emanato da un’istituzione che non è competente a emanarlo;
- violazione di forme sostanziali che regolano l'adozione degli atti;
- violazione da parte dell'atto di un trattato o di qualunque altra norma gerarchicamente superiore;
- sviamento di potere: esercizio di un potere, da parte di un'istituzione, per un fine diverso da quello per cui le era stato conferito.
4. Affinché l'atto possa essere annullato è necessario agire entro 2 mesi, secondo i casi, dalla pubblicazione dell'atto, dalla sua notificazione al ricorrente ovvero, in mancanza, dal giorno in cui il ricorrente ne ha avuto conoscenza.
La sentenza della corte ha valore retroattivo (ex tunc), ossia annulla anche gli effetti precedenti alla data dell'annullamento, nel caso in cui l'atto impugnato sia un regolamento la corte può decidere di annullare solo determinati aspetti dell'atto piuttosto che integralmente.

## Eccezione di invalidità
Esiste una particolare disciplina che esula dal normale ricorso in annullamento che prende il nome di eccezione d’invalidità.  Essa consiste nella possibilità da parte dei soggetti legittimati di far valere l’inefficacia di un atto a portata generale anche oltre il termine dei due mesi previsto dai trattati europei.
Tramite tale meccanismo, si può impugnare un atto nel corso di una procedura già avviata dinanzi alla Corte per altri motivi, al fine di dichiararne inapplicabilità. È circoscritta ai regolamenti e agli atti che producono effetti simili (si esclude che possa essere applicata per le decisioni, le quali hanno per la loro natura portata individuale, mentre si ritiene ammessa per accordi internazionali).  Presuppone un legame necessario tra l’atto di cui trattasi nel giudizio principale e l’atto contro cui l’eccezione è sollevata. 